# Łysienie dyfuzyjne
Łysienie dyfuzyjne – rodzaj stanu chorobowego objawiający się nadmierną utratą włosów, obejmującą obszar skóry głowy. Charakterystyczna dla stanu łysienia dyfuzyjnego jest rozproszona utrata włosów.

## Przyczyny łysienia dyfuzyjnego
Rozproszona utrata włosów określana mianem łysienia dyfuzyjnego na ogół związana jest ze stanem bardzo wysokiej gorączki. W momencie, w którym organizm chorego doświadcza stanu zwiększenia temperatury ciała w punkcie nastawczym przekraczającego normę, dochodzi z reguły do uszkodzenia struktury mieszków włosowych. Niemniej jednak przyczyny łysienia dyfuzyjnego upatrywać można również u pacjentów z nadczynnością tarczycy. W takim przypadku, kiedy ma miejsce nadmierna produkcja hormonów tarczycy bądź nadmierne pobudzenie, włosy chorego stają się cienkie i bardzo delikatne. Choroba w niemalże połowie przypadków prowadzi do łysienia dyfuzyjnego oraz zmniejszenia owłosienia na całym ciele. Nieco inny przebieg tego rodzaju łysienia związany jest z niedoczynnością tarczycy. Wówczas choroba postępuje powoli, natomiast włosy osoby chorej stają się przerzedzone, suche, szorstkie i łamliwe. Niekiedy dolegliwości towarzyszy także tzw. objaw Hertoghe’a, który polega na wyłysieniu 1/3 zewnętrznej części brwi. Wówczas analiza cebulki włosowej wykazuje dużą ilość włosów będących już w stanie spoczynku.

## Leczenie
Sama dolegliwość łysienia dyfuzyjnego jest związana ze stanem gorączki bądź też chorobami nadczynności oraz niedoczynności tarczycy. W związku z powyższym, leczenie dolegliwości uzależnione będzie od terapii podejmowanej w celach wyleczenia pacjenta z uprzednio wspomnianych chorób. W momencie wyleczenia chorego następuje z reguły powrót do poprzedniego stanu zdrowia, ponieważ łysienie dyfuzyjne wykazuje charakter odwracalny.

Przeczytaj ostrzeżenie dotyczące informacji medycznych i pokrewnych zamieszczonych w Wikipedii.